# 長尾定景
長尾 定景（ながお さだかげ）は、平安時代末期から鎌倉時代前期にかけての武将。長尾氏2代当主。懐島景義・大庭景親らの従兄弟にあたる。

## 略歴
初代当主・長尾景弘の子として誕生。治承4年（1180年）、源頼朝が挙兵すると兄・新五郎為宗及び従兄弟の大庭景親・俣野景久と共に平家方に加わり、石橋山の戦いで抗戦する。この戦いで、頼朝の寵臣で三浦党の佐奈田義忠を討ち取っている。
後に頼朝に降伏し、その身柄を佐奈田義忠の実父・岡崎義実に預けられている。定景が法華経を唱えるのを見た義実はこれを殺すのを止め、助命するよう頼朝に懇願している。これが認められ、以後は同族・三浦氏の郎党として勇名を馳せることになる。
建保7年（1219年）、既に老齢であった定景であったが、3代将軍・源実朝を殺害した公暁討伐の命を受ける。最初は固辞したものの度重なる要請により、老骨に鞭を打ってこれに服した。三浦義村は北条義時と連携を取って公暁を騙し、定景以下五名を迎えの使者として向かわせた。定景は鶴岡八幡宮の裏で公暁と会い、太刀をとって公暁の頸を取るという武功を得た。

## 画像集

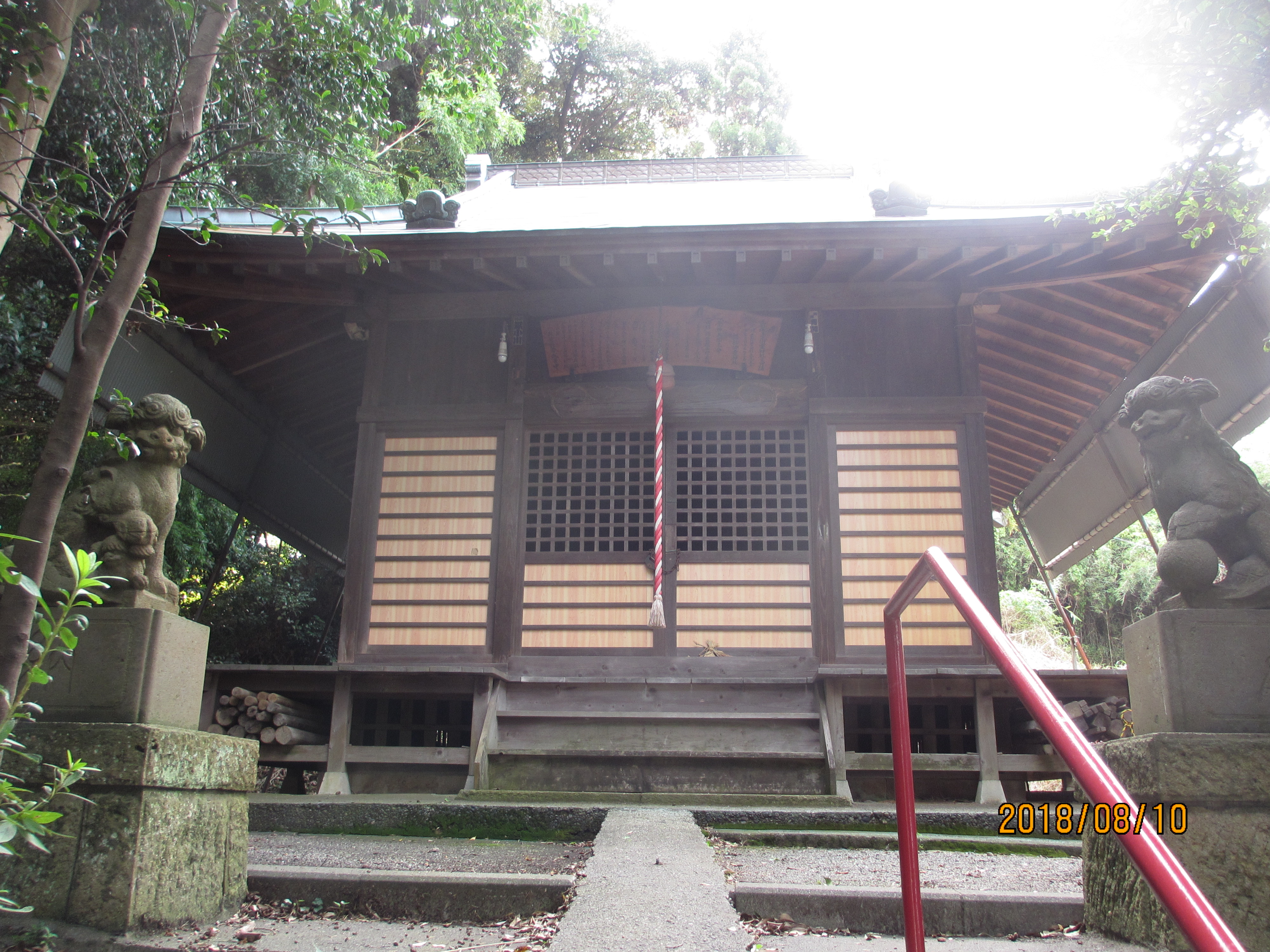
長尾御霊神社（横浜市栄区長尾台JR大船駅近く）
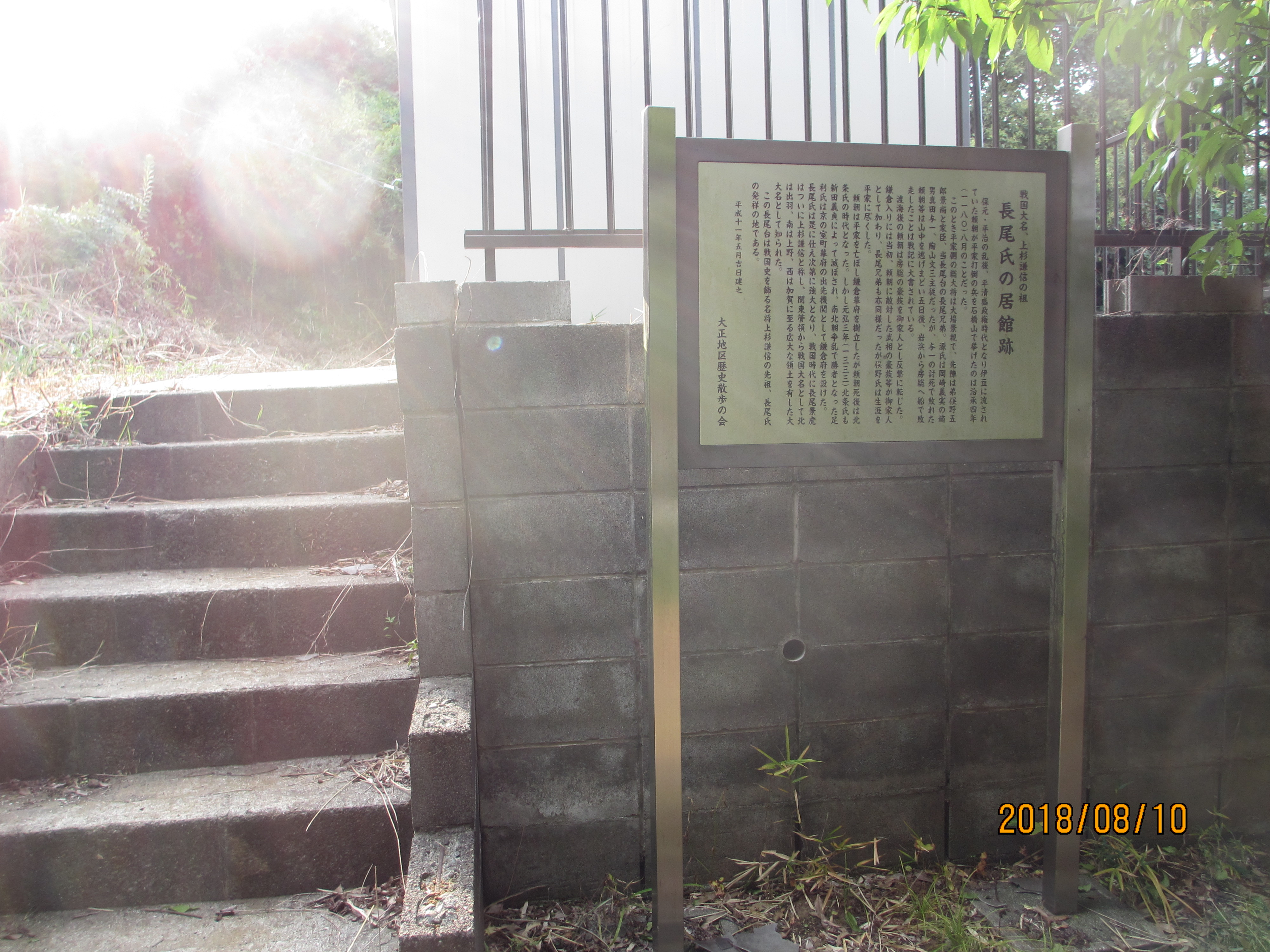
長尾氏の居館跡説明版（長尾御霊神社敷地内）
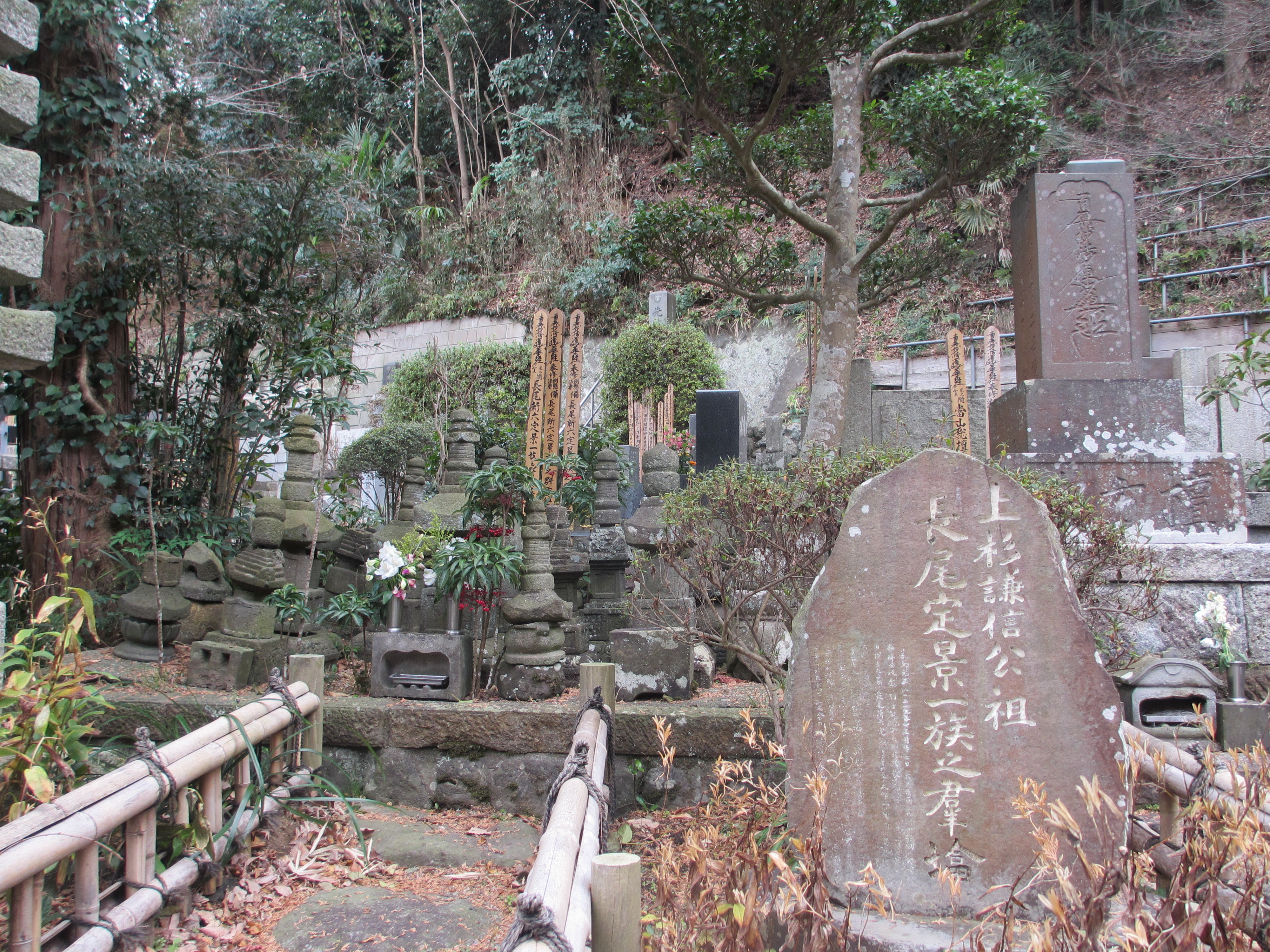
長尾定景一族之墓所（鎌倉市植木494久成寺境内、長尾台から移動）